# Sigi Renz

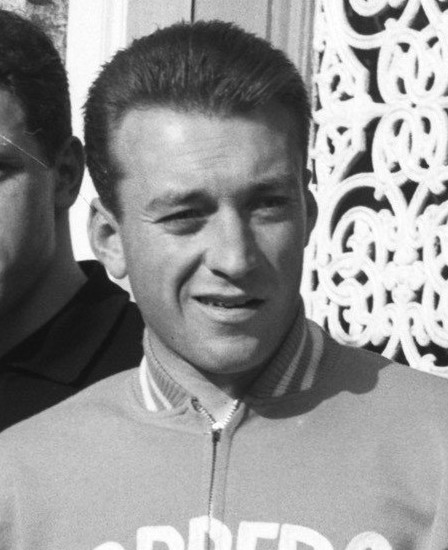
Sigi Renz vid Deutschland Tour 1963.

Sigfried "Sigi" Renz, född 2 augusti 1938 i München, död 1 februari 2025 i Regensburg, var en tysk tävlingscyklist vars främsta merit på landsväg är ett västtyskt mästerskap i linjelopp 1963, medan han på bana vann 23 sexdagarslopp och blev europamästare i madison två gånger.

## Meriter

### Landsväg
| 1962 2:a i Tour des Quatre-Cantons 4:a totalt i Deutschland Tour 7:a i linjelopp vid Världsmästerskapen i landsvägscykling | 1963 Västtysk mästare i linjelopp 5:a totalt i Deutschland Tour 10:a i linjelopp vid Världsmästerskapen i landsvägscykling |

### Bana

#### Europamästerskap ("Vintermästerskapen")[4]
| 1960/1961 2:a i madison med Günther Ziegler 1963/1964 2:a i madison med Klaus Bugdahl 1965/1966 Europamästare i madison med Klaus Bugdahl 1966/1967 2:a i madison med Horst Oldenburg | 1970/1971 Europamästare i madison med Wilfried Peffgen 1971/1972 3:a i madison med Wilfried Peffgen 1974/1975 3:a i madison med Roy Schuiten |

#### Sexdagarslopp
I tabellen nedan listas Sigi Renz segrar och partners (med initialer):
| \ Säsong |

| Plats \ |

| \ Säsong |

| Partner \ |

Noter:
Lopp: Asterisk efter ortnamnet markerar att tävlingen hölls före nyår (Kölns sexdagars gick över nyårshelgen). Berlin körde två lopp per vinter, ett i oktober och ett i januari, till och med 1969/1970 – därefter bara ett lopp (i oktober) varje säsong. Antwerpen kördes med tremannalag.
Partners: Raden "Övriga" innehåller de partners som bara bidrog till en seger, dessa är:

 Fritz Pfenninger (65/66)
 Theo Verschueren (67/68)
 Emile Severeyns (67/68)
 Jürgen Tschan (70/71)
 Albert Fritz (71/72)
 Felice Gimondi (71/72)
 Graeme Gilmore (74/75)